# Neendaling
Neendaling är en ort i Australien. Den ligger i kommunen Lake Grace och delstaten Western Australia, omkring 270 kilometer sydost om delstatshuvudstaden Perth. Den ligger vid sjön Lake Grace North. Orten hade 19 invånare år 2021.
Närmaste större samhälle är Lake Grace, omkring 12 kilometer öster om Neendaling.